# Rooftime
Rooftime é um grupo brasileiro, formado em 2018, pelos irmãos Rodrigo Souza (Vocais) e Gabriel Souza (Violão) ao lado do amigo Lisandro Carvalho (DJ). Os produtores denominam o projeto como uma convergência de ideias no telhado de casa. Conhecidos pelo seu single “Maybe Shy”, o grupo de eletrônico tornou-se mais tocado em todas as rádios do Brasil.
Rooftime se define como uma banda de música eletrônica, uma característica que combina os instrumentos os quais são mais entrosados, uma sonoridade que mescla melodias vocais com timbres acústicos, além da maneira com que o grupo pretende explorar uma experiência sinestésica, experimentando diferentes cores e vestimentas durante os shows, percorrendo o significado de cada uma das músicas.
O grupo se conheceu ainda durante a faculdade, quando Rodrigo teve seu primeiro contato com Lisandro, e a partir do encontro a conexão fluiu. Desde então, Rooftime já se apresentou nos maiores festivais e clubes no Brasil, como Lollapalooza, Universo Paralello e Laroc Club.

## Carreira

### Estreia e sucesso
O primeiro single que marcou a carreira do grupo Rooftime foi "I Will Find", sua estreia pela Spinnin' Records. Em parceria com Vintage Culture, a faixa revelou o grupo na cena musical, tornando-se disco de diamante duplo no Brasil. A partir disso, o sucesso da música inspirou novas composições.
Em 2019, o trio trabalhou novos lançamentos como sua sequência “It’s All About” e seu segundo single pela Spinnin’ Records, “Live Your Life”. Rooftime começou a se consolidar na cena eletrônica e, no ano de 2020, anunciou seu primeiro lançamento do ano pela CONTROVERSIA Records, gravadora de Alok, que combinou esforços do grupo Rooftime com Dubdogz e do próprio Alok, “Free My Mind”.
Mesmo a pandemia não afetou a trajetória do grupo, que continuou a lançar os singles “Blind” e “Don’t Let It Go”, que os posicionaram entre os artistas mais escutados de música eletrônica no Spotify.

### 2021 Trilha Sonora de Um Lugar Ao Sol
Um dos marcos de sua trajetória é a faixa "Don’t Let It Go", resultado de uma parceria com a gravadora Austro Music, selo eletrônico da Som Livre. A música integrou a trilha sonora da novela Um Lugar ao Sol, a multipremiada vencedora do troféu Imprensa de melhor novela. Isso representou a primeira produção inédita a ocupar o horário nobre da TV Globo em anos.
Com a direção habilidosa de Maurício Farias, a trama criada por Lícia Manzo reúne um elenco estelar, contando com nomes como Aline Moraes, Andréa Beltrão e Marieta Severo, destacando-se especialmente a presença de Cauã Reymond, que desempenha os papéis dos irmãos gêmeos Christian e Christopher.

### 2022 Highs and Lows
No ano de 2022, Rooftime iniciou a produção de sua websérie biográfica. Por meio de uma viagem através das músicas da carreira, Rooftime conta toda a trajetória dos artistas e o caminho traçado até alcançar seu reconhecimento. A série aborda temas como encontrar o seu lugar no mundo e perseguir o verdadeiro sonho de vida.
O nome da série se origina do fato de o grupo acreditar em sua história que conta com múltiplos começos, meio e fim, diferente de uma jornada linear rumo ao sucesso.

### 2023 I Promise You EP
No ano de 2023, o grupo Rooftime lança o seu aguardado EP de estreia, “I Promise You”, com 5 faixas inéditas. O processo criativo do disco nasce devido a um momento delicado na carreira dos artistas, quando enfrentaram duros embates burocráticos. O trio se sentiu compelido a imprimir sua perspectiva no trabalho, e o resultado é carregado de conceitos e narrativas.
Explorando temas como paz de espírito e liberdade criativa, o EP acompanha um vídeo que expressa todo o conceito por trás das amarras de um contrato.

### 2023 Maybe Shy
Em setembro de 2023, o grupo Rooftime anuncia seu novo single “Maybe Shy”, faixa que alcançou o topo das paradas musicais e tornou-se Top 1 mais tocada de eletrônico em todas as rádios do Brasil. O trabalho mostra todas as fases da jornada artística.
Combinando uma mistura de gêneros como Indie, Pop e Eletrônico, a faixa reforça a identidade sonora do grupo, ao mesmo tempo em que pretende se aprofundar no conceito. Em seguida, o trio anuncia o lançamento de seu álbum de estreia "Oceans Away", que contempla o primeiro single.